# Charles Hugh Alison
Charles Hugh Alison (* 1882 in Preston; † 20. Oktober 1952 in Johannesburg) war ein britischer Golfarchitekt und ein Hauptvertreter des Goldenen Zeitalters der Golfarchitektur.

## Leben und Werk
Nach seinem Universitätsstudium begann C. H. Alison im Jahr 1906 als Assistent von Harry Colt seine ersten Erfahrungen im Bau von Golfplätzen zu sammeln. Von 1908 bis 1914 war er Clubsekretär des Stoke Poges Golf Club, dessen Platz er zusammen mit Colt baute. In der Folge assistierte er bei weiteren Plätzen Colts, so etwa 1912 in St. George’s Hill. Nach dem Ersten Weltkrieg ging er in die Vereinigten Staaten, wo er unter anderem die letzten vier Löcher von Pine Valley baute. 1923 stieß Morrison dazu und die ohnehin eher lose Partnerschaft mit MacKenzie wurde endgültig aufgelöst. Colt und Morrison konzentrierten sich in der Folge auf Europa, während Alison in die USA ging. Aus dieser Periode stammen Burning Tree in Maryland (1923) und der Milwaukee Country Club (1929).
Nach dem schwarzen Donnerstag am 24. Oktober 1929 und der darauffolgenden jahrelangen Wirtschaftskrise gab es in den USA keine nennenswerten Aufträge mehr, so dass Alison 1930 nach Japan ging. In nur drei Monaten entwarf er dort mehrere Golfplätze in eigener Regie und ließ den Bau von seinem Assistenten George Penglase beaufsichtigen. Sein erstes Projekt war der Asaka Course für den Tokyo Country Club (Eröffnung 1932), der eine architektonische Revolution in Japan einläutete, obwohl er bereits 1941 vom Militär zerstört wurde. Erhalten blieben jedoch Hirono bei Kōbe (1932) und der Fuji Course in Kawana (1936), die seitdem zu den ersten Adressen Japans zählen. Aber auch die Umgestaltung von Kasumigaseki war ein großer Erfolg. 1931 arbeitete er außerdem an Royal Selangor in Malaysia.
Ähnlich wie MacKenzie in Australien gilt Alison in Japan als Keimzelle der lokalen Golfarchitektur, insbesondere als Mentor der ersten japanischen Golfarchitekten Kenya Fujita und Seiichi Inoue. Seine großen und tiefen Bunker erlangten einen hohen Bekanntheitsgrad und wurden sogar nach ihm „Arizons“ benannt, da es ähnliche Hindernisse in Japan bis dahin nicht gegeben hatte. Einige seiner Bunker waren größer als das Grün, das sie verteidigten. Seine weiteren Gestaltungsmerkmale sind Plateaugrüns und der Einsatz von großen Wasserflächen, die im goldenen Zeitalter (und auch in Alisons Veröffentlichungen) aufgrund ihres bestrafenden Charakters eigentlich verpönt waren.
1936 baute er noch Koninklijke Haagsche für Harry Colt, bevor er im Zweiten – wie auch zuvor schon im Ersten – Weltkrieg bei der Armee als Dechiffrierer arbeitete. Ende 1947 siedelte er um nach Südafrika, wo er unter anderem den Bryanston Country Club (1949) und den Johannesburg Country Club entwarf (1951).